# Montmartin-sur-Mer
Montmartin-sur-Mer é uma comuna francesa na região administrativa da Normandia, no departamento Mancha. Estende-se por uma área de 9,78 km². Em 2010 a comuna tinha 1 390 habitantes (densidade: 142,1 hab./km²).